# Prijsbinding
Prijsbinding is een aan verkopende marktpartijen opgelegde verplichting om een vaste verkoopprijs of een minimumverkoopprijs te hanteren. Prijsbinding kan worden onderscheiden in:
- verticale prijsbinding en horizontale prijsbinding
- collectieve en individuele prijsbinding

Bij verticale prijsbinding legt de fabrikant aan de detaillist een vaste verkoopprijs of een minimumverkoopprijs op. Er is sprake van individuele verticale prijsbinding, als een fabrikant eenzijdig een vaste of minimumconsumentenprijs aan zijn afnemers oplegt. Bij collectieve verticale prijsbinding spreken meerdere fabrikanten van een artikel gezamenlijk een vaste verkoopprijs af.
Van horizontale prijsbinding is sprake als door detaillisten onderling een vaste- of minimumverkoopprijs is afgesproken. Voorbeelden hiervan kunnen zijn de afspraak binnen een franchise-keten dat in elke vestiging dezelfde prijzen worden gehanteerd.
In de Europese Unie is prijsbinding verboden op grond van art. 101 van het Verdrag betreffende de werking van de Europese Unie. Voortvloeiend hieruit is de Nederlandse Mededingingswet sinds 1 januari 1998 van kracht. De Autoriteit Consument en Markt (ACM), voorheen de  Nederlandse Mededingingsautoriteit (NMa), is belast met het toezicht op de uitvoering van de wet en kan bij overtreding een boete opleggen. Een uitzondering op het verbod op verticale prijsbinding is de Wet op de vaste boekenprijs (in Nederland) en de Gereglementeerde Boekenprijs (in Vlaanderen). Daarin wordt verticale prijsbinding op Nederlandstalige boeken toegestaan.